# Tagkawayan
Tagkawayan ist eine philippinische Stadtgemeinde in der Provinz Quezon, in der Verwaltungsregion IV, Calabarzon. Sie hat 51.832 Einwohner (Zensus 1. August 2015), die in 45 Barangays lebten. Sie wird als Gemeinde der ersten Einkommensklasse auf den Philippinen eingestuft. 
Tagkawayan liegt am Kopf des Golfes von Ragay, an deren Küste liegen kleinere Mangrovenwälder. Ihre Nachbargemeinden sind Guinayangan im Westen, Calauag im Nordwesten, Labo im Norden und Del Gallego im Osten. Die Topographie der Stadt ist gekennzeichnet durch Flachländer, sanfthügelige und gebirgige Landschaften. 
Eine regelmäßige Eisenbahnverbindung besteht zwischen Manila und Tagkawayan, sie wird von der Philippine National Railways betrieben.

## Baranggays
| - Aldavoc - Aliji - Bagong Silang - Bamban - Bosigon - Bukal - Cabugwang - Cagascas - Casispalan - Colong-colong - Del Rosario - Cabibihan - Candalapdap - Katimo - Kinatakutan | - Landing - Laurel - Magsaysay - Maguibuay - Mahinta - Malbog - Manato Central - Manato Station - Mangayao - Mansilay - Mapulot - Munting Parang - Payapa - Poblacion - Rizal | - Sabang - San Diego - San Francisco - San Isidro - San Roque - San Vicente - Santa Cecilia - Santa Monica - Santo Niño I - Santo Niño II - Santo Tomas - Seguiwan - Tabason - Tunton - Victoria |